# 울먼 링크

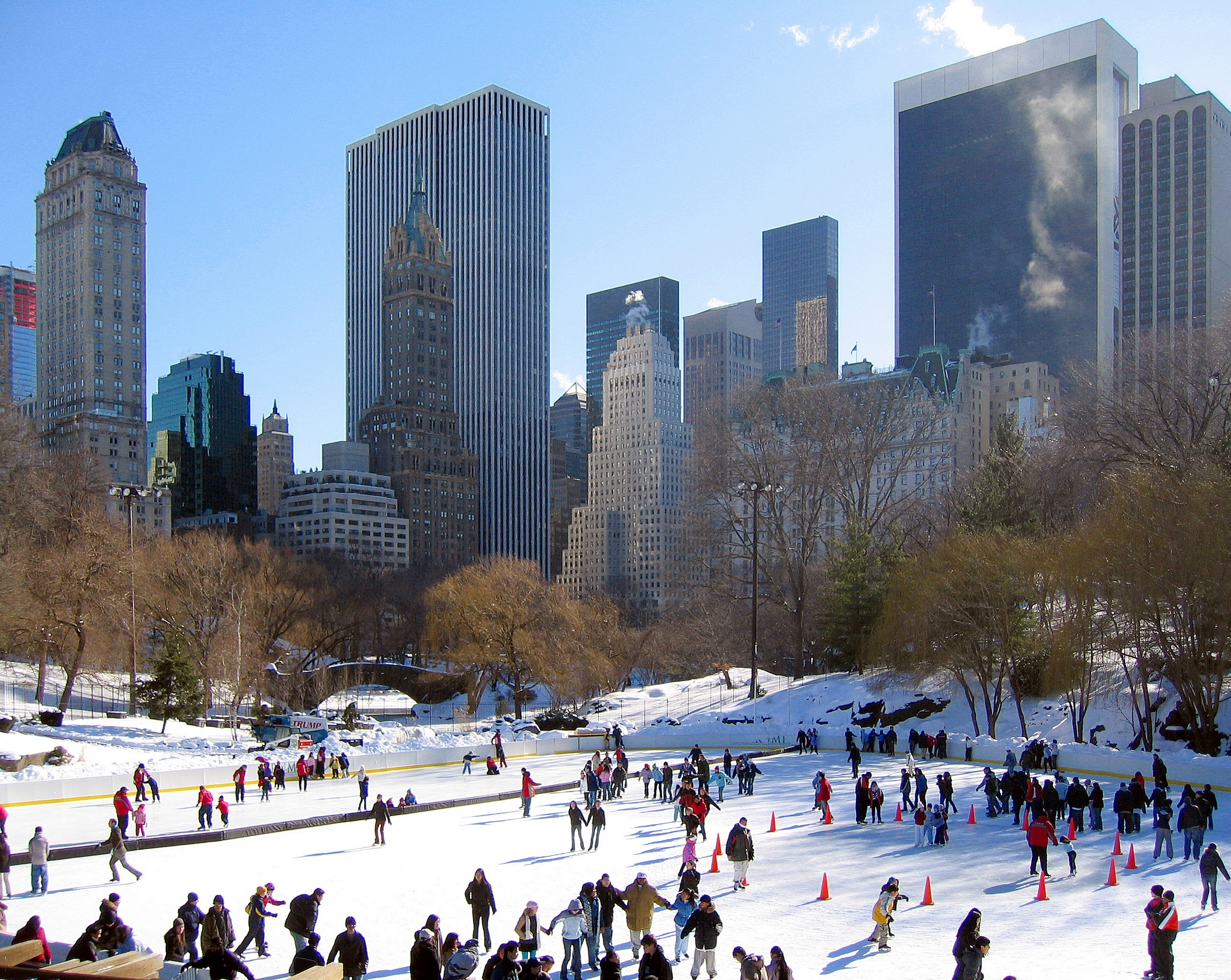
울먼 링크

울먼 링크(Wollman Rink)는 미국 맨해튼 센트럴 파크 내에 위치한 공공 아이스링크이다. 1949년 케이트 울먼이 기부한 60만 달러로 만들어졌다. 1987년부터 1991년까지는 도널드 트럼프가 매입하였다. 이 때 불리게 된 이름은 트럼프 울먼 스케이팅 링크(Trump Wollman Skating Rink)이다. 1991년부터 2000년까지는 조지 마코스가 매입하여 운영하였고, 2001년부터는 트럼프와 합작하여 운영하고 있다. 이 아이스링크는 수년동안 록 콘서트를 위한 음악 공연장으로 사용되기도 하였다.